# Saint-Mary
 Saint-Mary  là một xã ở tỉnh Charente phía tây nước Pháp. Xã này có diện tích 21,86 km², dân số năm 1999 là 365 người. Khu vực này có độ cao 190 mét trên mực nước biển.